# Заркадия
Заркадия или Караджилар (на гръцки: Ζαρκαδιά, до 1926 година Καρατζιλάρ, Карадзилар) е село в Гърция, дем Места (Нестос), административна област Източна Македония и Тракия. 

## География
Разположено е северозападно от демовия център Саръшабан (Хрисопули), на надморска височина от 140 m.

## История

### В Османската империя
В XIX век е изцяло мюсюлманско село в Саръшабанска каза на Османската империя. На австро-унгарската военна карта е отбелязано като Караджалар (Karadžalar). Съгласно статистиката на Васил Кънчов („Македония. Етнография и статистика“) към 1900 година Караджиларъ е турско селище и в него живеят 620 турци.
Според гръцка статистика към 1911 година селото е изцяло мюсюлманско с 460 жители мюсюлмани.

### В Гърция
В 1913 година селото попада в Гърция след Междусъюзническата война. Според статистика от 1913 година има население от 619 души. Селото е споменато като самостоятелно селище в 1924 година. През 20-те години на XX век турското му население се изселва по споразумението за обмен на население между Гърция и Турция след Лозанския мир и на негово място са заселени гърци бежанци, които в 1928 година са 188 семейства със 758 души, като селището е изцяло бежанско.
Българска статистика от 1941 година показва 1156 жители.
Селяните произвеждат пшеница и тютюн, като се занимават и със скотовъдство.
| Име   | Име        | Ново име    | Ново име    | Описание                |
| ----- | ---------- | ----------- | ----------- | ----------------------- |
| Бахчи | Μπαχτσέδες | Лаханокипос | Λαχανόκηπος | местност И от Заркадия  |
| Чинар | Τσινάρι    | Платанос    | Πλάτανος    | местност ЮИ от Заркадия |

Става част от дем Саръшабан по закона Каподистрияс от 1997 година. С въвеждането на закона Каликратис, Заркадия става част от дем Места.
Според преброяването от 2001 година има 515 жители, а според преброяването от 2011 година има 598 жители.
| Година    | 1913 | 1920 | 1928 | 1940 | 1951 | 1961 | 1971 | 1981 | 1991 | 2001 | 2011 | 2021 |
| --------- | ---- | ---- | ---- | ---- | ---- | ---- | ---- | ---- | ---- | ---- | ---- | ---- |
| Население | 619  | 397  | 887  | 879  | 942  | 920  | 567  | 525  | 475  | 515  | 598  | 525  |